# Lucius Cestius Pius

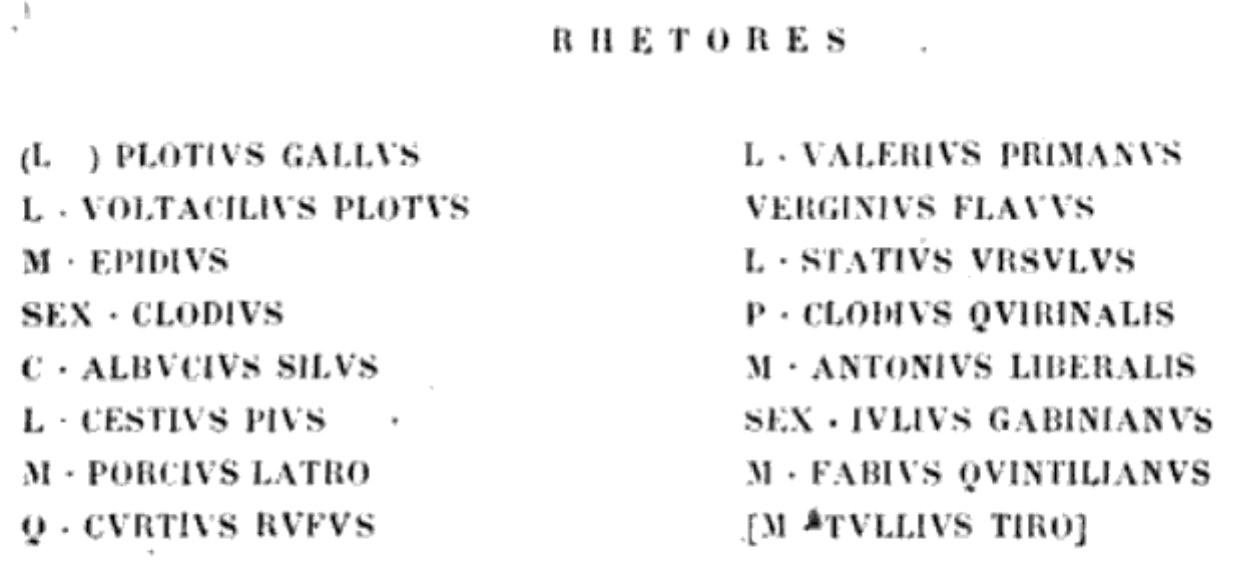
Cestius auf Suetons Liste der Rhetoren

Lucius Cestius Pius (* um 49 v. Chr. in Smyrna; † nach 18 n. Chr. in Rom) war ein griechischer Rhetor im Rom des Augusteischen Zeitalters. Er war ein typischer Vertreter des Asianismus. Seine Reden sind nicht erhalten, Seneca der Ältere überliefert Proben seiner Deklamationsbeiträge und spärliche Hinweise zum Leben.

## Name
Seneca nennt ihn Cestius oder Cestius Pius, Quintilian nur mit dem Gentilnamen Cestius, so auch Hieronymus mit dem Zusatz aus Smyrna, Cestius smyrnaeus, beide ohne das Cognomen Pius; die Rhetorenliste des Sueton (siehe Bild) hat auch das Praenomen, also insgesamt: Lucius Cestius Pius. Er war möglicherweise ein Freigelassener der Gens Cestia, die einige Lucii vorzuweisen hatte, und nahm den Namen seines Herrn an. Das Pius (pflichtgemäß, tugendhaft) ersetzte anerkennend seinen Sklavennamen, der verloren ist.

## Zeitliche Einordnung
Seine Lebensdaten sind unbekannt, aber von seinem Zeitgenossen Seneca (54 v. – 39 n. Chr.) lassen sich Anhaltspunkte erschließen.
Zum Geburtsjahr. Er muss sich schon in Smyrna einen Namen als Rhetor erworben haben, denn er war, bevor er nach Rom übersiedelte, Gast bei Cicero dem Jüngeren, dem neuen Verwalter der römischen Provinz Asien: denn als Marcus Tullius, der Sohn von Cicero senior, (die Provinz) Asien erhielt, speiste bei ihm Cestius.
Der junge Cicero erhielt nach seinem Consulat (30. v. Chr.) das prokonsularische Amt für Asien, und das war 29 v. Chr. Cestius' genaues Alter zu diesem Zeitpunkt – um die 20 Jahre – bleibt somit wie sein Geburtsjahr offen. Mehr zu dieser Begegnung, siehe unten, Leben.
Zum Todesjahr: Er hatte als noblen Schüler den Publius Quinctilius Varus Minor († 27 n. Chr.), Sohn des berühmten Varus der Varusschlacht: Bei jenem Cestius deklamierte Varus Quintilius, zu dieser Zeit der (versprochene) Schwiegersohn des Germanicus.
Als der Schüler bei ihm deklamierte, war dieser schon als Schwiegersohn einer Tochter des Germanicus versprochen, und zwar der Iulia Livilla, die 18 n. Chr. geboren wurde. Dieses Versprechen konnte erst nach der Geburt der Livilla gegeben werden, somit lebte Cestius zu diesem Zeitpunkt und darüber hinaus, wie alt er wurde, bleibt offen. Mehr zur Deklamation mit Varus, siehe unten, Rhetorik.

## Leben und Charakter
Was Seneca über sein Leben berichtet, ist anekdotisch und steht im Zusammenhang mit seiner Bemerkung in Smyrna und seinen Deklamationen in Rom. Privates und die Lebensabschnitte vor 29 v. Chr. und nach 18 n. Chr. bleiben im Dunkeln.
Früheste Lebensnachricht ist das oben erwähnte Gelage beim jungen Cicero. Es nahm für Cestius einen ungünstigen Verlauf, denn Cicero, dem die Natur ein schlechtes Erinnerungsvermögen gegeben hatte … fragte (einen Diener), wie jener genannt werde, der auf dem hintersten (Speisesofa) liege … und … der Diener … sagte: „Es ist dieser Cestius, der behauptete, dass dein Vater (Cicero senior) die Literatur/Wissenschaft nicht gekannt habe (ungebildet gewesen sei).“ Er (Cicero) befahl, dass unverzüglich Peitschen gebracht wurden und ihm (Cicero), wie es sich gebührte, das Fell (die Haut) des Cestius Satisfaktion (Genugtuung) gewährte (er wurde ausgepeitscht).
Cestius habe nach Seneca mit dieser Bemerkung seiner Eitelkeit gefrönt und dies sogar gegenüber den Nobiles, denn er sei ein sehr spöttischer Mann, jedenfalls kein Freund einer anderen Begabung, feindselig sogar gegenüber Cicero gewesen.
Sein Charakter und auch seine Züchtigung standen seinem Fortkommen nicht im Weg, denn nach der Chronik des Hieronymus war er 13. v. Chr. in Rom: Cestius aus Smyrna hat in Rom die lateinische (römische) Rhetorik gelehrt.
Das Perfekt docuit (hat gelehrt) ingressiv aufgefasst, legt nahe, dass er 13 v. in Rom eine Rhetorikschule eröffnete oder zumindest anfing zu lehren.
Angenommen, er praktizierte schon früher in Rom, folgt um so mehr, dass er ab 13. v. Chr. zu den angesehensten Rhetoren gehörte und auch ihm die 16–18-jährigen Jünglinge der römischen Nobilität zuströmten. Darunter auch Quinctilius Varus (siehe oben: Zeitliche Einordnung), bei dem sich seine verletzende Art wieder zeigte, denn in einer Kontroverse kritisiert er den deklamierenden Sohn des Varus wegen einer Nachlässigkeit und fügte am Ende eine Sache hinzu, die alle (Zuhörer) missbilligten: „Durch … Nachlässigkeit hat dein Vater (Varus) das Heer (in der Varusschlacht) verloren.“ Dem Sohn spielte er (so) übel mit, über den Vater zog er her.
Die Anekdote zeigt, dass er auch in Rom seine angriffslustige Art und seine Abneigung gegenüber den römischen Herren beibehielt, er war nicht nur eitel und spöttisch (nasutissimus, Suas. 7, 12), sondern auch sehr sarkastisch (mordacissimus, Contr. 7, Praefatio, Vorrede 8). Wohlwollend könnte sein Charakter als streitbar und diskussionsfreudig bezeichnet werden. Er spöttelte nicht nur über andere Deklamatoren, sondern wie schon in Smyrna auch über Cicero senior, der in Rom als Redner immer noch Kultstatus besaß. Dem Kollegen Cassius Severus ging das zu weit, er zog ihn vor Gericht mit dem Vorschlag, er würde seine Klage fallen lassen, wenn er (Cestius) schwöre, dass Cicero beredter sei als er (Cestius). Dieser Vorfall zeigte, wie unbeholfen er in der Öffentlichkeit war – er trat dort als Redner selbst nie auf – denn so groß war seine Verwirrung, dass er Rechtsbeistand verlangte. Er blieb standhaft, seine Freunde beschützten ihn und er blieb unbehelligt. Dazu trug auch seine Beliebtheit bei seinen Schülern bei (siehe unten: Schüler).

## Rhetorische Praxis
Die politische Rede hatte unter Augustus ausgedient, sie degenerierte zum unpolitischen und unterhaltsamen Unterrichtsstoff für den Nachwuchs der römischen Elite, ihr Stil wurde pathetisch und enthusiastisch, die Themen wurden immer skurriler und fantastischer. Der Asianismus war der beliebte Stil, überschwänglich mit hohem Einsatz rhetorischer Figuren und Tropen. Cestius war sein typischer Vertreter und er bekannte offen: Ich sage viele Dinge, nicht weil sie mir gefallen, sondern weil sie den Hörenden (Schülern) gefallen.
Lindner fasst für diesen Vertreter der Silbernen Latinität zusammen: „Er verfiel … sogar in die schlechte Gewohnheit der Deklamatoren, dass er die Rede mit Figuren wie mit Ornamenten/Verzierungen überhäufte, die, da sie derart künstlich eingefügt wurden ohne irgendeine Abstimmung mit dem Satzbau, eine Rede hervorbrachten so wie einen Umhang, zusammengenäht aus den unterschiedlichsten Flicken.“
Obgleich griechischer Muttersprachler deklamierte er ausschließlich auf Latein, wobei er wie ein Grieche durch Mangel an lateinischen Worten in Bedrängnis geriet, zumal er an Gedanken überströmte.

## Cestius und Cicero
Cestius rezipierte Reden Ciceros und lobte dessen Leistung: du (Cicero) wirst immer leben … mit (deinen) Denkmälern der Beredtsamkeit … er (Cicero) habe die (lateinische) Sprache zur führenden emporgebracht, so dass die (römische) Beredtsamkeit die stolzen Werke Griechenlands genauso übertreffe, wie das römische Erfolgsglück (Griechenland übertroffen habe). Er setzte sich mit Cicero auseinander und widersprach den alten Reden, wie … gegen Ciceros Verteidigungsrede für Milo.
Diese Anerkennung Ciceros steht im Widerspruch zu seinen sonst kritischen bis spöttischen Bemerkungen und zu dem, was seine Schüler von ihm erwarteten (siehe unten, Schüler.). Der Widerspruch lässt sich auflösen, wenn seine deklamatorische Praxis und seine Anpassung an den Zeitgeist auseinandergehalten werden. Im künstlichen Diskussionsrahmen der Suasorien – zum Beispiel beim Thema der 7. Suasorie: Cicero erwägt, ob er seine Schriften verbrenne, da ihm Antonius Unversehrtheit verspreche, wenn er es tue. – erscheint seine Anerkennung logisch und plausibel, sie unterstützt seine Argumentation, wird taktisch eingesetzt und gibt nicht seine echte zeitgenössische Grundhaltung wider.
Als Asianer bediente er den Geschmack des Publikums, das in der Augusteischen Zeit zunehmend mit Cicero nicht mehr viel anzufangen wusste. Seine Seitenhiebe wurden mehrheitlich goutiert, seine Schüler spendeten Applaus.
Die Annahme eines Entwicklungsprozesses, in dem er nach Smyrna seine Meinung zu Cicero änderte und sich in Rom akkulturierte, ist möglich, aber nicht zu belegen. Seine von Seneca referierten Einlassungen zu Cicero lassen sich zeitlich nicht ordnen, eine Entwicklung von negativen zu positiven Bemerkungen ist nicht erkennbar. Feddern fasst zusammen: „Die Äußerungen, die Cestius Pius in den Cicerosuasorien trifft, spiegeln daher wahrscheinlich ebenso wenig wie diejenigen der griechischen Deklamatoren Arellius Fuscus und Argentarius einen Akkulturationsprozess in dem Sinne wider, dass ursprüngliche politische Meinungen revidiert und diejenigen der römischen Kollegen übernommen wurden.“

## Schüler
Seneca nennt neben dem bekannten Quinctilius Varus vier andere sonst unbekannte Schüler: Argentarius, Surdinus, Alfius Flavus, Aietius Pastor.
Die Schüler – fast noch Knaben oder Jugendliche (im Alter von 16–20) – verehrten ihn und zogen nicht nur den (anderen) hervorragenden Männern (Lehrern) … ihren Cestius vor, sondern zögen ihn sogar dem Cicero vor, wenn sie nicht fürchteten (von Anhängern des Cicero) gesteinigt zu werden … seine (des Cestius) Deklamationen lernten sie auswendig, die Reden des Cicero lasen sie nicht, es sei denn die, denen Cestius widersprochen hat.
Die Verehrung ging so weit, dass sie ihn nachahmten, was sogar ihm zu weit ging und von seinem Schüler Argentarius sagte er: er ist der Affe des Cestius … mein Affe.
Er ließ seine Schüler deklamieren, gab ihnen rhetorische Regeln an die Hand, verbesserte und tadelte sie. Zum Beispiel sei die Wiederholung (von Cestius Echo genannt) eines von einem Vorredner geäußerten Gedankens (hier: Hütet euch vor Verrat) am Anfang und am Ende des eigenen Vortrags in jeder (Kontroverse) zu vermeiden … so wie in dieser (Kontroverse) bei Cestius einer seiner Schüler auf diese Weise anfing: „Dass ich beginne, o Richter, mit den Worten eures Führers: Hütet euch vor dem Verrat“, so beendete er (der Schüler) den Redebeitrag, dass er sagte: „ich schließe (mit den Worten), mit denen der Imperator das Leben beendet hat: Hütet euch vor dem Verrat“ … Diese Art des Gedankengangs nannte Cestius das Echo.

### Sekundärliteratur
- Julius Brzoska: Cestius 13. In: Paulys Realencyclopädie der classischen Altertumswissenschaft (RE). Band III,2, Stuttgart 1899, Sp. 2008–2011 (Auswertung der Abhandlung von Lindner, siehe unten).
- Stefan Feddern: Die Suasorien des älteren Seneca: Einleitung, Text und Kommentar, Verlag De Gruyter, Berlin 2013; Seite 73–75: Verhältnis zu Cicero.
- Ferdinand Gustav Lindner: De Lucio Cestio Pio commentatio, Jahresbericht der Steinbart'sche Erziehungsanstalt (Programm), Züllichau 1858, lateinisch, Google Books; ausführliche Auswertung und Interpretation der Quellen.
- Schanz-Hosius: Geschichte der römischen Literatur, 2. Teil, Die römische Literatur in der Zeit der Monarchie bis auf Hadrian, Verlag Beck, München 1933; §334, S. 336: Die Beredsamkeit des Lebens; §336, Nr. 8, S. 352: Cestius; §335a, S. 342–344: Charakteristik der Schulberedsamkeit.
- George Augustus Simcox: A History of Latin Literature from Ennius to Boethius, Band 1, Verlag Longmans, London 1883; Seite xxxiii: Chronologie für die Jahre 13/12 v. Chr. mit Cestius.
- Teuffel-Schwabe: Geschichte der römischen Literatur, Band 1, Verlag Teubner 1890; § 268, Abschnitt 6, Seite 641–642: ausgewählte Quellen zu Cestius.